# ЛОРАНА (ракета)
Ракетни систем ЛОРАНА (енгл. LOng RAnge Non line of sight Attack system) је тактички систем намењен за дејства на даљинама до 9 km по покретним и непокретним оклопљеним и полуоклопљеним циљевима. 
ЛОРАНА је за разлику од АЛАС-а користи ракетни мотор уместо млазног. Брзина лета је од 120 до 200 m/s на висини од 500 m. Користи ТВ навођење и повезана је с лансирном станицом оптичким каблом. 